# Poliopastea auripes
Poliopastea auripes là một loài bướm đêm thuộc phân họ Arctiinae, họ Erebidae.